# Мікрокосмічний бог
Мікрокосмічний бог (англ. Microcosmic God) — науково-фантастичне оповідання Теодора Стерджона. Вперше опубліковане в журналі «Аналог» у квітні 1941 року.

## Сюжет
Біохімік Кіддер, відчуджений від світу, запустив штучну еволюцію в пробірці. Форми життя все ускладнювалися — від органічного згустку до перших мікротваринних форм. Дивно, але еволюція пішла далі — з'явилося суспільство в мініатюрі. Розумні мікроістоти мали дуже швидкий метаболізм, життя їх було коротким, проте темп прогресу був надзвичайно швидким. Постійно підкидаючи нові обмеження і завдання, «Творець» привчив чоловічків до вирішення таких завдань, з якими він сам вже не міг впоратися, притому істоти вважали накази вченого божественними веліннями.
Проте в чисту науку грубо втрутилася нажива — винаходи вченого були найнегіднішим чином використані сильними світу цього, що призвело до масштабної катастрофи. Однак уцілів острів, на якому проводився експеримент — біохімік встиг вчасно дати наказ мікролюдям і ті включили невидимий екран.
Чи довго буде слухати мікросуспільство, що динамічно розвивається, накази «згори»? Залишається тільки припускати, що буде, коли цей колективний розум вийде за межі лабораторії…

## Джерело
Теодор Стерджон. Мікрокосмічний бог (рос.)